# Џулијан Фарино
Џулијан Фарино (енгл. Julian Farino; Лондон, 12. децембар 1965) британски је редитељ и продуцент. Познат је као редитељ серије Свита (2004—2009) и филма Синдикат (2024).

## Биографија
Рођен је 12. децембра 1965. у Лондону. Дипломирао је на Универзитету у Кембриџу. После студија, радио је као уредник Гинисове књиге рекорда. Након што је претходно живео у Лос Анђелесу, тренутно живи у Енглеској са супругом Бранком Катић с којом има двоје деце.